# Dekanat Sokołów Podlaski
Dekanat Sokołów Podlaski – jeden z 11 dekanatów w rzymskokatolickiej diecezji drohiczyńskiej.

## Parafie
W skład dekanatu wchodzi 12 parafii:
- parafia pw. św. Andrzeja Boboli – Czekanów
- parafia pw. św. Jana Chrzciciela – Czerwonka Grochowska
- parafia pw. Wniebowzięcia Najświętszej Maryi Panny – Jabłonna Lacka
- parafia pw. św. Wawrzyńca – Kożuchówek
- parafia pw. Niepokalanego Poczęcia Najświętszej Maryi Panny – Nieciecz
- parafia pw. Trójcy Przenajświętszej – Repki (Szkopy)
- parafia pw. św. Anny – Rogów
- parafia Trójcy Przenajświętszej – Rozbity Kamień
- parafia pw. Miłosierdzia Bożego – Sokołów Podlaski
- parafia pw. Niepokalanego Serca Najświętszej Maryi Panny – Sokołów Podlaski
- parafia pw. św. Jana Bosko – Sokołów Podlaski
- parafia pw. Trójcy Przenajświętszej – Wyrozęby

## Sąsiednie dekanaty
Ciechanowiec, Drohiczyn, Sterdyń, Suchożebry (diec. siedlecka), Węgrów